# Droga wojewódzka nr 834
Droga wojewódzka nr 834 (DW834) – droga wojewódzka klasy Z w województwie lubelskim o długości około 24 km. Łączy Niedrzwicę Dużą, Bychawę i Starą Wieś Drugą w południowej części powiatu lubelskiego. Przebiega przez gminy Niedrzwica Duża, Strzyżewice oraz Bychawa. Właścicielem drogi jest Zarząd Dróg Wojewódzkich w Lublinie - Rejon DW Lublin z/s w Bychawie.
Początek drogi stanowi skrzyżowanie z drogą wojewódzką 848 w Niedrzwicy Dużej. W Bychawie w ulicy Piłsudskiego, jadąc od strony Niedrzwicy Dużej na wprost, trasa DW834 przechodzi jako droga z pierwszeństwem przejazdu w drogę powiatową nr 2287L Bychawa - Krzczonów. Droga wojewódzka nr 834 skręca w prawo w stronę Starej Wsi (ul. Partyzantów) i jest podporządkowana do ulicy Piłsudskiego. Droga wojewódzka nr 834 na odcinku Bychawa - Stara Wieś Druga jest kręta, z uwagi na swoją lokalizację w dolinie rzeki Gałęzówki.

## Miejscowości leżące przy DW834
- Niedrzwica Duża (droga wojewódzka nr 848)
- Marianka
- Kajetanówka
- Strzyżewice
- Pawłów
- Podzamcze
- Bychawa (droga wojewódzka nr 836)
- Gałęzów
- Wola Gałęzowska
- Wymysłówka
- Stara Wieś Druga (droga wojewódzka nr 842)